# Echinothecium cladoniae
Echinothecium cladoniae är en lavart som beskrevs av Karl von Keissler. 
Echinothecium cladoniae ingår i släktet Echinothecium och familjen Capnodiaceae. Arten är reproducerande i Sverige.